# Obuse
Obuse (小布施町 Obuse-machi?) es un pueblo en la prefectura de Nagano, Japón, localizado en la parte central de la isla de Honshū, en la región de Chūbu. El 1 de marzo de 2021 tenía una población estimada de 10 510 habitantes y una densidad de población de 550 personas por km².

## Geografía
Obuse se encuentra en el norte de la prefectura de Nagano, al este de la ciudad de Nagano, a orillas del río Chikuma.

## Historia
El área del Obuse actual era parte de la antigua provincia de Shinano, y se puede encontrar como nombre de un lugar en los registros del período Heian tardío, asociados con un shōen asociado al emperador Go-Shirakawa. En 1843, a la edad de 83 años, el pintor japonés Hokusai viajó a Obuse por invitación de un rico agricultor, Takai Kozan, donde permaneció durante varios años.
La villa moderna de Obuse fue creada el 1 de abril de 1889. Fue elevada al estatus de pueblo el 1 de febrero de 1954. Anexó la villa vecina de Tsusumi el 1 de noviembre de 1995.

## Demografía
Según los datos del censo japonés, la población de Obuse se ha mantenido bastante estable en los últimos 30 años.
| Gráfica de evolución demográfica de Obuse entre 1940 y 2015 |
|                                                             |
| Oficina de Estadísticas de Japón                            |